# Cyrilla racemiflora
Cyrilla racemiflora là một loài thực vật có hoa trong họ Cyrillaceae. Loài này được L. mô tả khoa học đầu tiên năm 1767.

## Hình ảnh

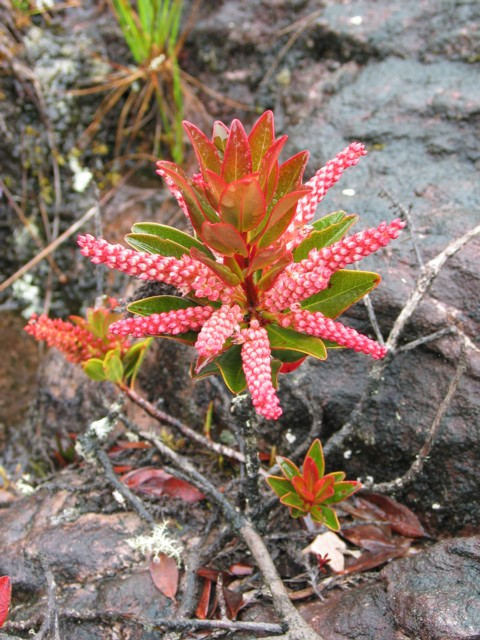
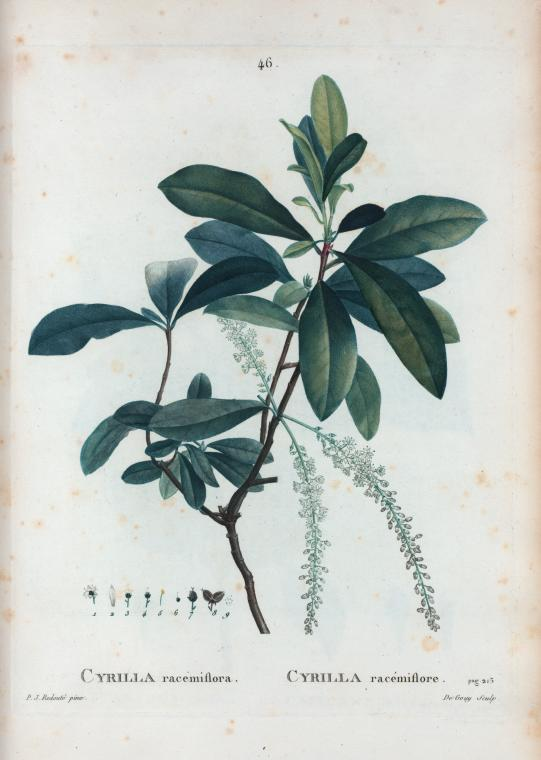
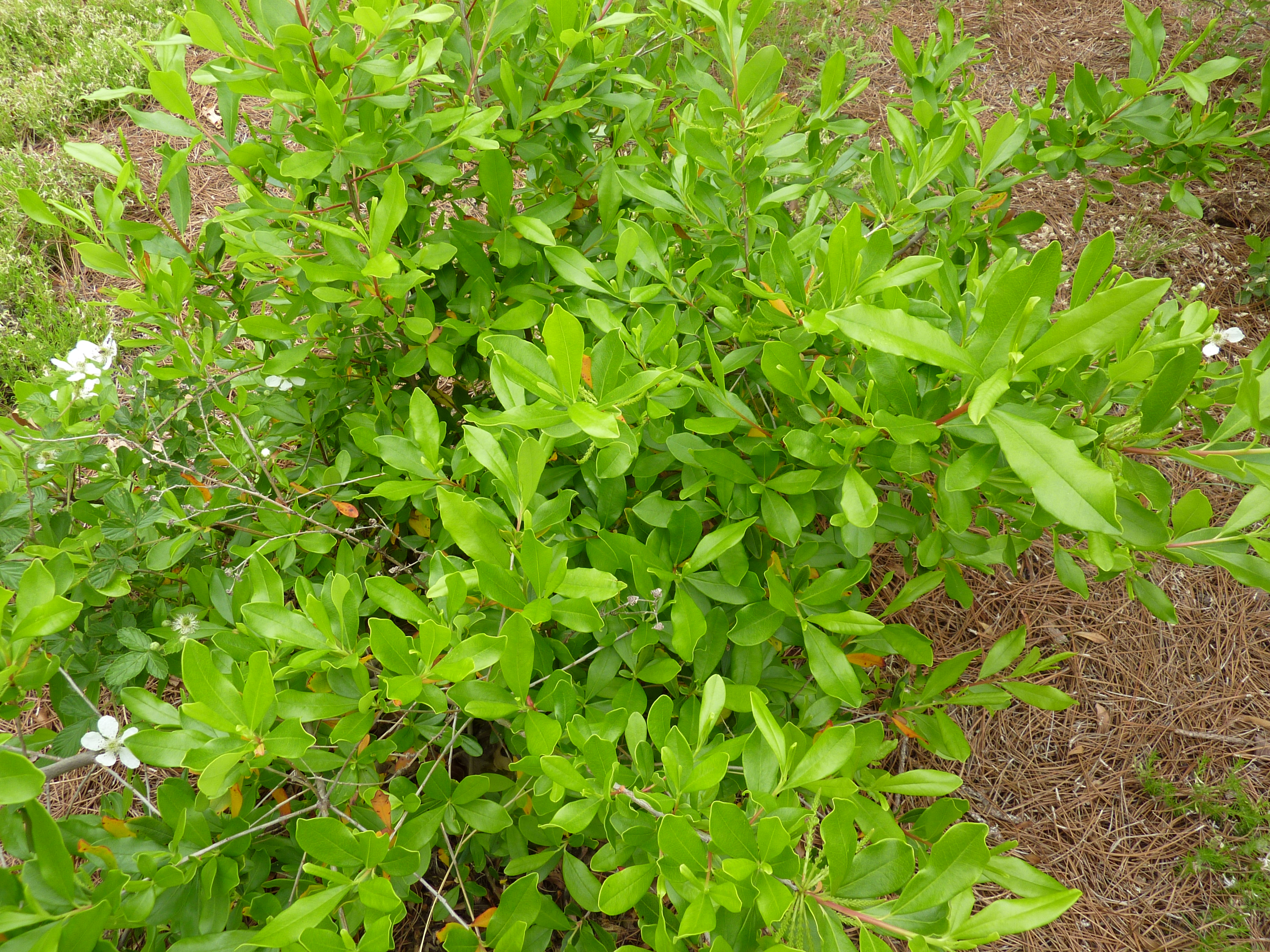
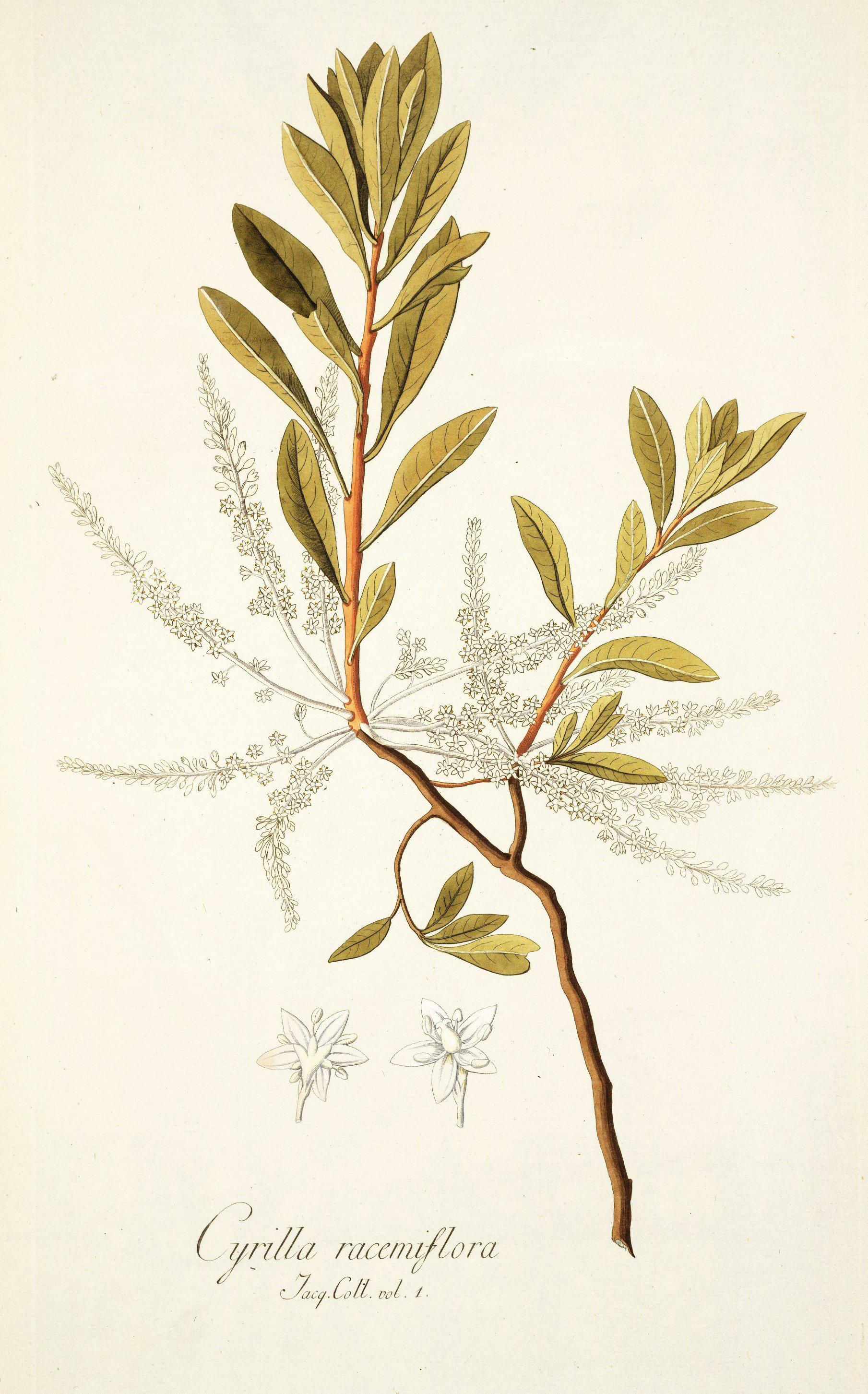